# Дьоманде, Синали
Синали́ Дьоманде́ (фр. Sinaly Diomandé; родился 9 апреля 2001) — ивуарийский футболист, защитник французского клуба «Осер» и сборной Кот-д’Ивуара.

## Клубная карьера
Начал карьеру в футбольной академии имени Жан-Марка Гийу в Абиджане, после чего выступал за малийский клуб «Гидар». В сентябре 2019 года перешёл во французский клуб «Олимпик Лион», заплативший за его трансфер 550 тысяч евро (с учётом бонусов сумма трансфера может вырасти до 2 млн евро).
18 сентября 2020 года Дьоманде дебютировал в основном составе «Лиона», выйдя на замену Лео Дюбуа в матче французской Лиги 1 против «Нима». Спустя девять дней, 27 сентября, впервые вышел в стартовом составе «Лиона» в матче против  «Лорьяна».

## Карьера в сборной
8 октября 2020 года дебютировал в составе сборной Кот-д’Ивуара в товарищеском матче против сборной Бельгии.